# Транспорт Сент-Вінсент і Гренадин
Транспорт Сент-Вінсент і Гренадин представлений автомобільним , повітряним , водним (морським) , у населених пунктах  та у міжміському сполученні діє громадський транспорт пасажирських перевезень. Площа країни дорівнює 389 км² (204-те місце у світі). Форма території країни — архіпелажна, витягнута в субмеридіональному напрямку; максимальна дистанція з півночі на південь — 90 км, розміри найбільшого острова (Сент-Вінсент) — 27 x 16 км. Географічне положення Сент-Вінсент і Гренадин дозволяє контролювати морські транспортні шляхи між акваторіями Карибського моря та північної частини Атлантики (протока Сент-Вінсент на півночі).

## Автомобільний
Загальна довжина автошляхів у Сент-Вінсенті і Гренадинах, станом на 2003 рік, дорівнює 829 км, з яких 580 км із твердим покриттям і 249 км без нього (188-ме місце у світі).

## Повітряний
У країні, станом на 2013 рік, діє 6 аеропортів (175-те місце у світі), з них 5 із твердим покриттям злітно-посадкових смуг і 1 із ґрунтовим. Аеропорти країни за довжиною злітно-посадкових смуг розподіляються наступним чином (у дужках окремо кількість без твердого покриття):<a/>5 (0);
- від 8 тис. до 5 тис. футів (2437—1524 м) — 1 (0);
- від 5 тис. до 3 тис. футів (1523—914 м) — 3 (0);
- коротші за 3 тис. футів (<914 м) — 1 (1)[1].

У країні, станом на 2015 рік, зареєстровано 2 авіапідприємства, які оперують 11 повітряними суднами.
Сент-Вінсент і Гренадини є членом Міжнародної організації цивільної авіації (ICAO). Згідно зі статтею 20 Чиказької конвенції про міжнародну цивільну авіацію 1944 року, Міжнародна організація цивільної авіації для повітряних суден країни, станом на 2016 рік, закріпила реєстраційний префікс — J8, заснований на радіопозивних, виділених Міжнародним союзом електрозв'язку (ITU). Аеропорти Сент-Вінсент і Гренадин мають літерний код ІКАО, що починається з — TV.

## Водний

### Морський
Головний морський порт країни: Кінгстаун.
Морський торговий флот країни, станом на 2010 рік, складався з 412 морських суден з тоннажем більшим за 1 тис. реєстрових тонн (GRT) кожне (25-те місце у світі), з яких: балкерів — 64, суховантажів — 263, інших вантажних суден — 14, танкерів для хімічної продукції — 4, контейнеровозів — 18, газовозів — 3, пасажирських суден — 2, вантажно-пасажирських суден — 7, нафтових танкерів — 9, рефрижераторів — 12, ролкерів — 15, спеціалізованих танкерів — 1.
Станом на 2010 рік, кількість морських торгових суден, що ходять під прапором країни, але є власністю інших держав — 325 (Австрії — 1, Азербайджану — 1, Бангладеш — 1, Бельгії — 7, Бермудських Островів — 1, Болгарії — 9, Китайської Народної Республіки — 65, Хорватії — 8, Кіпру — 3, Чехії — 1, Данії — 9, Домініки — 1, Єгипту — 2, Естонії — 8, Франції — 2, Німеччини — 3, Греції — 42, Гаяни — 2, Гонконгу — 5, Ізраїлю — 3, Італії — 4, Японії — 3, Кенії — 2, Латвії — 15, Лівану — 2, Литви — 9, Монако — 2, Нідерландів — 1, Норвегії — 13, Польщі — 3, Румунії — 1, Російської Федерації — 11, Сінгапуру — 5, Словенії — 1, Швеції — 10, Швейцарії — 7, Сирії — 9, Туреччини — 13, Об'єднаних Арабських Еміратів — 3, Великої Британії — 6, України — 12, Сполучених Штатів Америки — 18, Венесуели — 1).

## Державне управління
Держава здійснює управління транспортною інфраструктурою країни через міністерство транспорту, робіт, міського розвитку та місцевого самоврядування. Станом на 11 березня 2015 року міністерство в уряді Ральфа Еверарда Гонсалвеса очолювала Джуліан Франсіс.

### Українською
- Атлас. 10-11 клас. Економічна і соціальна географія світу / упорядники :  О. Я. Скуратович, Н. І. Чанцева. — К. : ДНВП «Картографія», 2010. — ISBN 978-966-475-639-3.
- Атлас світу / голов. ред. І. С. Руденко ; зав. ред. В. В. Радченко ; відп. ред. О. В. Вакуленко. — К. : ДНВП «Картографія», 2005. — 336 с. — ISBN 9666315467.
- Безуглий В. В. Економічна і соціальна географія зарубіжних країн : Навчальний посібник. — К. : ВЦ «Академія», 2007. — 704 с. — ISBN 978-966-580-239-6.
- Безуглий В. В., Козинець С. В. Регіональна економічна і соціальна географія світу : Навчальний посібник. — видання 2-ге, доп., перероб. — К. : ВЦ «Академія», 2007. — 688 с. — ISBN 966-580-144-9.
- Головченко В., Кравчук О. Країнознавство: Азія, Африка, Латинська Америка, Австралія і Океанія. — К., 2006. — 335 с. — ISBN 966-8939-04-2.
- Дахно І. І. Країни світу: Енциклопедичний довідник / І. І. Дахно, С. М. Тимофієв. — К. : Мапа, 2011. — 606 с. — (Бібліотека нового українця) — ISBN 978-966-8804-23-6.
- Дахно І. І. Економічна географія зарубіжних країн : навчальний посібник. — К. : Центр учбової літератури, 2014. — 319 с. — ISBN 978-611-01-0682-5.
- Дорошенко В. І. Географія транспорту : Навчальний посібник / В. І. Дорошенко, К. Д. Діденко. — К. : Київський нац. ун-т ім. Т. Шевченка, 2010. — 183 с. — ISBN 978-966-439-329-1.
- Дубович І. А. Країнознавчий словник-довідник. — 5-те вид., перероб. і доп. — К. : Знання, 2008. — 839 с. — ISBN 978-966-346-330-8.
- Економічна і соціальна географія країн світу : Навчальний посібник / За ред. С. П. Кузика. — Л. : Світ, 2002. — 672 с. — ISBN 966-603-178-7.
- Зарубіжна транспортна географія : навчальний посібник / уклад. : Петрашевський О. Л. и др. — К. : Національний транспортний університет, 2015. — 95 с. — ISBN 978-966-632-227-5.
- Книш М. М., Мамчур О. І. Регіональна економічна і соціальна географія світу (Латинська Америка та Карибські країни, Африка, Азія, Океанія) : навч. посіб. — Л. : ЛНУ ім. Івана Франка, 2013. — 368 с. — ISBN 978-617-10-0007-0.
- Кузик С. П., Книш М. М. Економічна і соціальна географія країн Америки : навч. посіб. — Л. : ЛНУ ім. Івана Франка, 1999. — 299 с. — ISBN 966-613-026-2.
- Юрківський В. М. Регіональна економічна і соціальна географія. Зарубіжні країни : Підручник. — К. : Либідь, 2001. — 416 с. — ISBN 966-06-0092-5.

### Англійською
- (англ.) Modern Transport Geography / Hoyle, B. and R. Knowles (eds). — Second Edition,. — London : Wiley, 1998.
- (англ.) Rodrigue, J-P. The Geography of Transport Systems. — Fourth Edition. — N. Y. : Routledge, 2017. — 440 с. — ISBN 978-1138669574.
- (англ.) Taaffe E. J., Gauthier H. L. and O'Kelly M. E. Geography of transportation. — Second Edition. — N. Y. : Prentice Hall, 1996. — ISBN 0-13-368572-1.
- (англ.) Black, W. Transportation: A Geographical Analysis. — N. Y. : Guilford, 2003.

### Російською
- (рос.) Сент-Винсент и Гренадины // Латинская Америка. Энциклопедический справочник [в 2-х тт.] / Главный редактор В. В. Вольский. — М. : Советская энциклопедия, 1982. — Т. 2. К-Я. — С. 441.
- (рос.) Максаковский В. П. Географическая картина мира. Книга I: Общая характеристика мира. — М. : Дрофа, 2008. — 495 с. — ISBN 978-5-358-05275-8.
- (рос.) Максаковский В. П. Географическая картина мира. Книга II: Региональная характеристика мира. — М. : Дрофа, 2009. — 480 с. — ISBN 978-5-358-06280-1.
- (рос.) Физико-географический атлас мира. — М. : Академия наук СССР и главное управление геодезии и картографии ГГК СССР, 1964. — 298 с.
- (рос.) Шаповал Н. С. Транспортная география и транспортные системы мира : учебное пособие. — К. : Центр учбової літератури, 2006. — 188 с. — ISBN 000-0000-00-4.
- (рос.) Экономическая, социальная и политическая география мира. Регионы и страны / под ред. С. Б. Лаврова, Н. В. Каледина. — М. : Гардарики, 2002. — 928 с. — ISBN 5-8297-0039-5.
- (рос.) Энциклопедия стран мира / глав. ред. Н. А. Симония. — М. : НПО «Экономика» РАН, отделение общественных наук, 2004. — 1319 с. — ISBN 5-282-02318-0.